# Vitfläckat glansfly
Vitfläckat glansfly, Deltote pygarga, är en fjärilsart som först beskrevs av Johann Siegfried Hufnagel 1766. Vitfläckat glansfly ingår i släktet Deltote och familjen nattflyn, Noctuidae. Arten är reproducerande i både Sverige och Finland och populationerna betraktas som livskraftiga, LC, i båda länderna. Inga underarter finns listade i Catalogue of Life.

## Bildgalleri

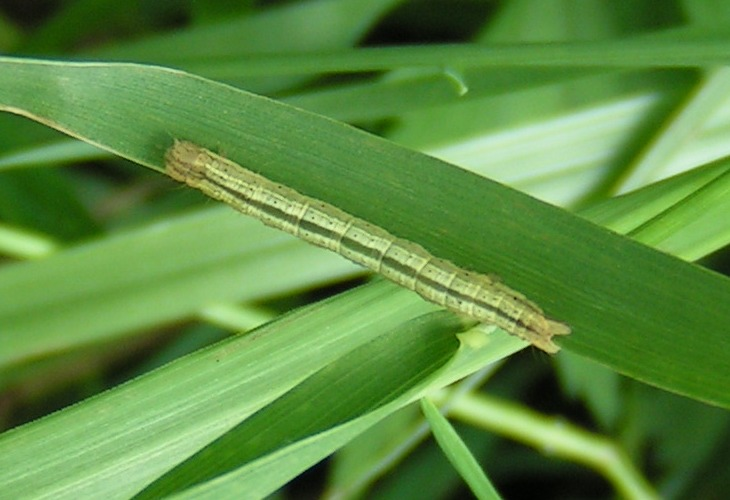
Fjärilens larv
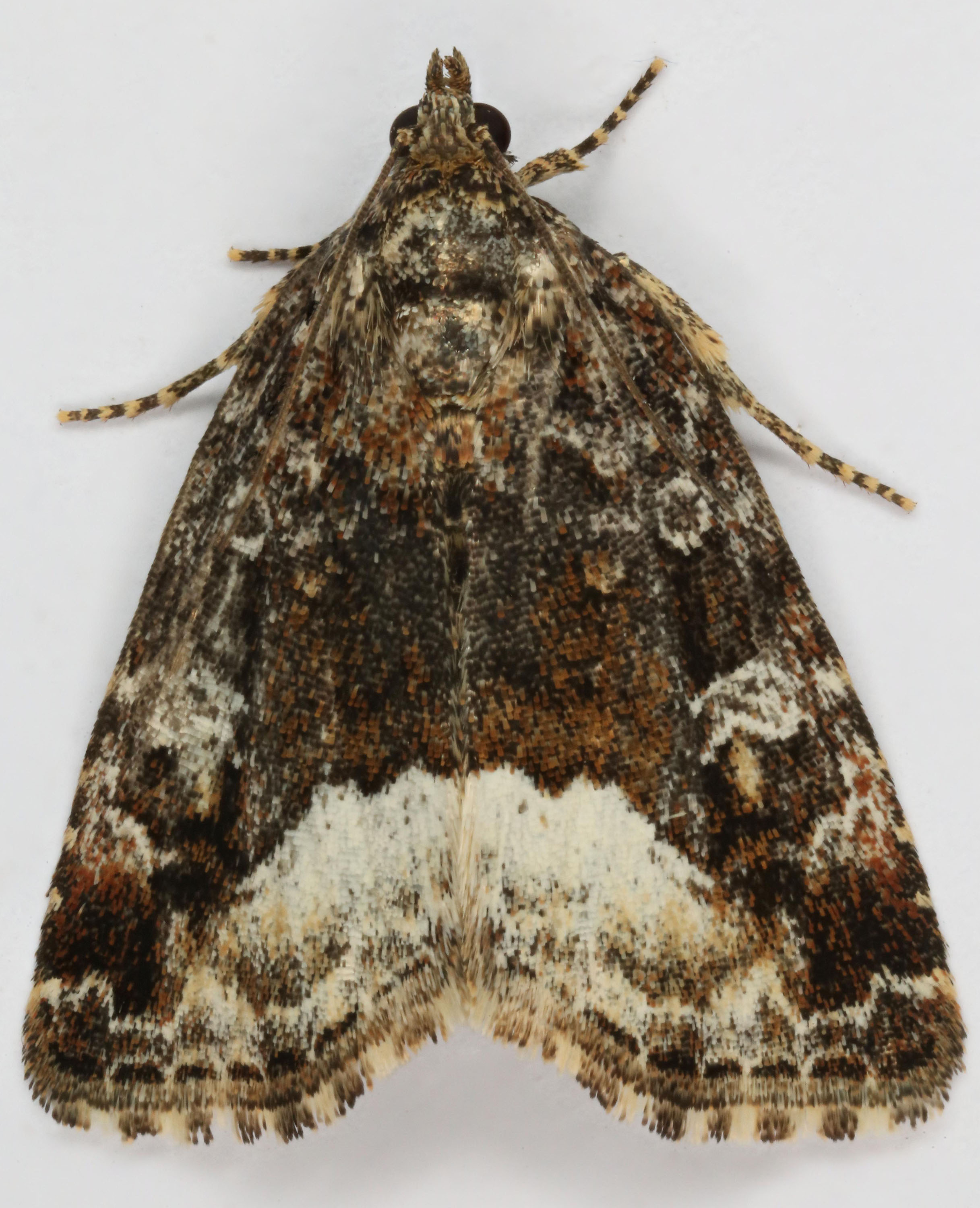
Imago fjäril
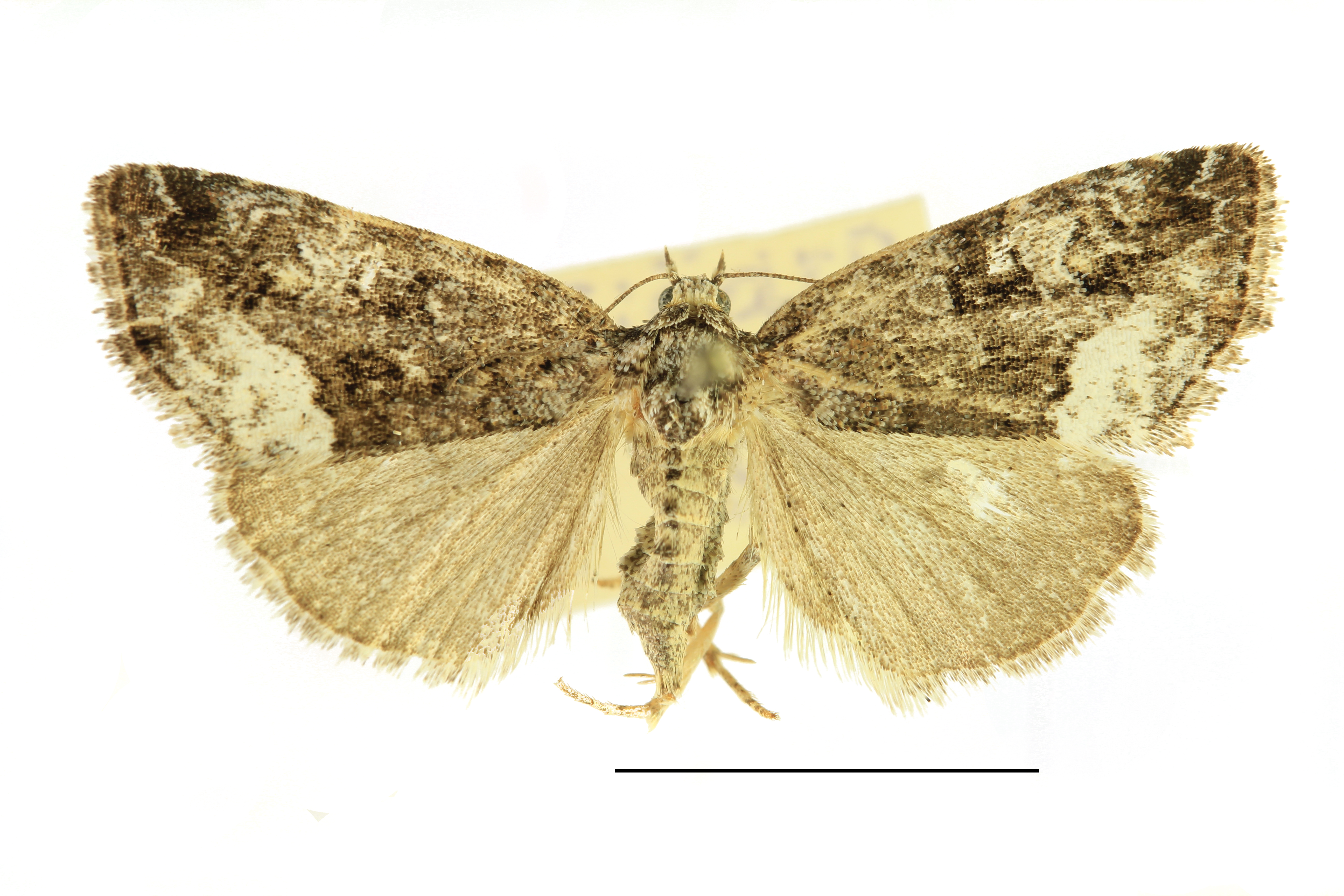
Preparerad (uppnålad) imago fjäril